# Knjige u 1900.
◄◄ | ◄ | 1897. | 1898. | 1899. | 1900.  | 1901. | 1902. | 1903. | ► | ►►
Arhitektura • Astronomija • Biologija • Film • Fotografija • Glazba • Kazalište • Kemija • Kiparstvo • Knjige • Književnost • Kršćanstvo • Meteorologija • Medicina • Planinarstvo • Politika • Pravo • Promet • Slikarstvo • Strip • Šport • Televizija • Znanost • Zrakoplovstvo • Željeznički promet
Knjige u 1900.

## Hrvatska i u Hrvata
Kućni liečnik, Lobmayer, Antun. Izdavač: Knjižara L.Hartmana (Kugli i Deutsch), Zagreb

## Vanjske poveznice
|  | Zajednički poslužitelj ima još gradiva o temi Knjige iz 1900. |